# Станиславский феномен
Станисла́вский фено́мен (иногда — станиславовский феномен, ивано-франковский феномен) — феномен наличия в городе Ивано-Франковске (до 1939 г. — Станиславов, в 1939—1962 гг. — Станислав) группы писателей и художников, в творчестве которых наиболее ярко проявился украинский литературный и художественный постмодернистский дискурс. Станиславский феномен охватывает таких писателей и художников, как Юрий Андрухович, Юрий Издрык, Тарас Прохасько, Владимир Ешкилев, Степан Процюк, Г. Петросаняк, Г. Микицей, Я. Довган и другие. Среди проектов этой группы наиболее важными являются журналы «Четвер», «Плерома», редакционные проекты Юрия Андруховича под эгидой журнала «Перевал» .
Термин «станиславский феномен» был впервые сформулирован Владимиром Ешкилевым во время художественной выставки "Рубероид №2" 13 июня 1992 года (организаторы — художник А. Звижинский, Ю. Издрык, Р. Котерлин, В. Мулык, М. Ярэмак, Я. Яновский).  По выражению Юрия Андруховича, главного литературного представителя «станиславского феномена», «О т. н. „Станиславском феномене“ в новой украинской литературе в последнее время поговаривают довольно часто — иногда с патетикой („это же наша Мекка!“), иногда с жёлчью („город графоманов“), иногда в Польше или в Америке („динамичная многообещающая среда“)».
Историческим фоном для станиславского феномена стал распад СССР и «ситуация культурной открытости», которая обусловливала изменение эстетических стандартов и художественных координат, необходимость перехода к литературе постмодернистского дискурса. Такая ситуация породила специфику трансформационного процесса, которая заключалась в заимствовании приемлемых элементов мирового постмодернизма и, в известной мере, «мичуринский» способ их прививки к неприемлемым украинским реалиям, выросшим на почве культурной маргинальности. Группа, близка к В.Ешкилеву придерживается взгляда, что именно Ивано-Франковск является литературной и культурной столицей Украины. Объективными основаниями для существования «станиславского феномена» является то, что Западная Украина является своего рода форпостом украиноязычной литературы; кроме того, эта группа ориентирована на западные модели функционирования культурного пространства, что выделяет их на фоне других постсоветских украиноязычных литераторов.
|                 |  |             |  |                  |
| Юрий Андрухович |  | Юрий Издрык |  | Владимир Ешкилев |